# Sonnenhof (Trogen)
Il Sonnenhof ("Palazzo Sole") è un edificio storico a Trogen. È classificato dal governo svizzero come bene culturale di importanza nazionale.

## Storia

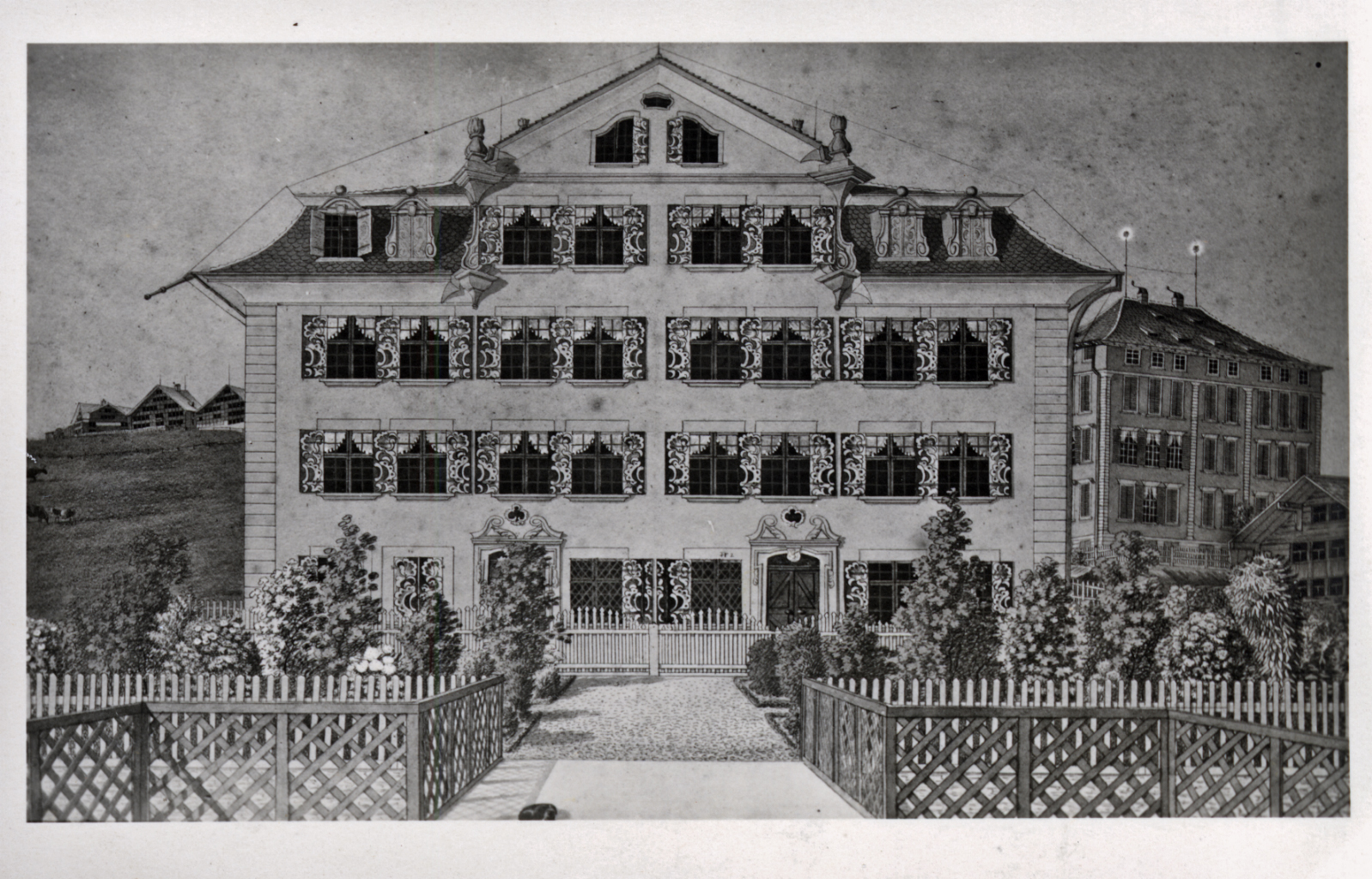
Riproduzione di una illustrazione del Sonnenhof del 1822

Il palazzo fu originariamente concepito come casa doppia in pietra con tetto a mansarda, in stile tardo-barocco e rococò. Fu costruito nel 1761 dal capomastro Hans Ulrich Grubenmann per conto dell'allora ventunenne studente di medicina Bartholome Honnerlag-Zellweger, divenuto poi medico e vicelandamano. L'opera fu verosimilmente commissionata dal padre, il medico Bartholome Honnerlag-Walser. Nel 1764 Bartholome Honnerlag-Zellweger vi aprì il suo studio medico e una clinica privata per infermi di mente. Suo figlio, il medico Conrad Honnerlag-Tobler e ultimo discendente maschio di una famiglia di medici per cinque generazioni, vendette nel 1838 l'edificio al medico e Landamano Jacob Zellweger-Hünerwadel. Il figlio di quest'ultimo, il medico Otto Hans Zellweger-Krüsi, gestì un istituto di cura per bambini della classe benestante fino al 1908, sull'esempio delle colonie per le vacanze per bambini dell'ex sacerdote di Trogen Hermann Walter Bion.
Nel 1921 la proprietà passò ad un'altra famiglia, e dal 1949 al 2020-2021 ebbe sede la pasticceria e panetteria Ruckstuhl. Tra il 1975 e il 1976 gli esterni e i dipinti rococò delle persiane vennero ristrutturati sotto la direzione dell'architetto Hans Ulrich Hohl, con l'assistenza della Commissione federale dei monumenti storici. Nel 2021 il palazzo venne ristrutturato dallo studio architettonico GSI Architekten AG per trasformarlo in un edificio residenziale multigenerazionale.